# Der angenehme Betrug oder Der Carneval von Venedig
Der angenehme Betrug oder Der Carneval von Venedig ist eine Barock-Oper in drei Akten von Reinhard Keiser. Das Libretto verfassten Johann August Meister und Mauritz Cuno nach Le carnaval de Venise von Jean-François Regnard.

## Handlung
Die Kern der Oper bewegt sich um zwei venezianische Liebespaare, Leonore und Leander sowie Isabella und Rudolffo während des Karnevals in Venedig. Leander verliebt sich in Isabella, während Rudolffo Leonore liebt. Rudolffo behauptet Leonore gegenüber, Leander sei tot, um sie zu gewinnen. Doch Leonore bemerkt, dass Leander noch lebt und behauptet nun ihm gegenüber, Isabella sei tot. Damit sind Leonore und Leander wieder vereint. Auch Isabella und Rudolffo werden schließlich wieder ein Paar.
Ein weiteres „Paar“ sind Celinde, eine „verkleidete Prinzessin aus Teutschland“, welche sich nur für Tanz und Oper interessiert und von der Liebe nichts hören mag, denn Liebe bedeutet für sie Leiden, und ihr Verehrer Myrtenio, ein „Teutscher Prinz“, der sehr unglücklich ist, dass Celinde ihn nicht erhört, sich aber schließlich von ihr überzeugen lässt, der Liebe zu entsagen, um nie aus Liebe leiden zu müssen. Außerdem treten noch das „nieder-sächsischen Mägden“ Trintje und Severin auf, welche mehrere plattdeutsche Arien singen.

## Gestaltung
Die Oper ist vorwiegend in hochdeutscher Sprache geschrieben, enthält aber auch einige Arien in italienischer, französischer und plattdeutscher Sprache.
In der Oper wird ein Lied auf die Melodie von O mamma, mamma cara gesungen, das auf eine neapolitanische Canzonetta zurückgeht. Später wurde es u. a. als das Lied Mein Hut der hat drei Ecken bekannt.

## Aufführungsgeschichte
Keiser war nachweislich von 1703 bis 1706 Direktor der Gänsemarktoper in Hamburg. Durch die nicht vollständig überlieferten Lebensstationen Keisers ist auch die Geschichte der Oper Der angenehme Betrug oder Der Carneval von Venedig nicht ganz geklärt. Keiser, der aus Teuchern bei Weißenfels stammte und dort noch viele Freunde hatte, hielt sich nachweislich zur Premiere seiner Oper Almira 1704 in Weißenfels auf. Daneben sind auch Aufenthalte Keisers zwischen 1706 und 1709 in Weißenfels dokumentiert. Im Jahre 1705 wurden lt. Gottsched an der Weißenfelser Hofoper die Oper Der Karneval in Venedig aufgeführt. Ob Keiser oder Johann David Heinichen hier der Komponist war, ist noch unklar. Das Libretto schrieb Johann August Meister (ca. 1680 – nach 1744), der zu dieser Zeit Procurator in Weißenfels (später Zeitz) war.
Im Jahre 1707 erfolgte dann die Uraufführung in Hamburg. Die Oper wurde dafür von Christoph Graupner bearbeitet (der wahrscheinlich Arien dazu komponierte und Mauritz Cuno († 1712) die plattdeutschen Texte dazu verfasste) und erhielt der Zusatz Der angenehme Betrug. Die Oper avancierte zu einer der beliebtesten an der Gänsemarktoper, so dass dort weitere Aufführungen in den Jahren 1708, 1711, 1718, 1723–1725, 1731 und 1733–1735 bezeugt sind. Die Sängerin Anna Maria Schober sang 1708 die Rolle der Celinde und wird in der originalen, handschriftlichen Partitur aus dem Jahr 1708 mit Aria Pour Madm. Schoberin erwähnt.
Auch an der Leipziger Oper am Brühl 1709 und am Opernhaus vorm Salztor in Naumburg 1711 sind Aufführungen der Oper dokumentiert.
Die Oper wurde am 3. Juli 2022 im Altonaer Theater vom Ensemble Barockwerk Hamburg neu aufgeführt, wobei die verschollene Ouvertüre ergänzt und die Rezitative von Felicia Brembeck erneuert wurden. Eine zweite Aufführung erfolgte durch das Barockwerk Hamburg im Rahmen der Innsbrucker Festwochen der Alten Musik am 13. August 2023.